# Sebastián Calvo de la Puerta y O'Farrill
Pour les articles homonymes, voir Calvo.
Sebastián Calvo de la Puerta y O'Farrill, appelé couramment marquis de Casa-Calvo, né à La Havane le 11 août 1751 et mort à Paris en 1820.

## Biographie
Le marquis de Casa Calvo était un colonel du régiment d'infanterie de la milice de La Havane.
Le 27 mai 1781, il se marie à La Havane avec María Luisa de Peñalver y Navarrete (née en 1760).
Pendant la Guerre d'indépendance américaine, il participe à l'expansion du territoire de la Floride espagnole et combat les troupes anglaises.
À la suite du décès du gouverneur espagnol Manuel Gayoso de Lemos, mort de la fièvre jaune, le 18 juillet 1799, le marquis de Casa Calvo est nommé gouverneur de la Louisiane espagnole par le roi Charles III d'Espagne.
Le 1er octobre 1800, le second Traité de San Ildefonso redonne la Louisiane à la France. Le marquis de Casa Calvo recevra l'ordre de la royauté d'Espagne, de restituer le territoire de l'ancienne Louisiane française à la République française. Il fut secondé dans cette charge par le colonel Francisco Bouligny, le gouverneur militaire par intérim et de Nicolas Marie Vidal le gouverneur civil par intérim en attente de sa nomination comme gouverneur de la Louisiane.
En novembre 1803, au Cabildo de La Nouvelle-Orléans, le gouverneur Juan Manuel de Salcedo et le marquis de Sebastián Calvo de la Puerta y O'Farrill, transférèrent officiellement le Territoire de Louisiane au représentant français, le préfet Pierre-Clément de Laussat.
En 1806, Casa Calvo quitte La Nouvelle-Orléans pour l'Espagne. Il avertit les autorités du royaume d'Espagne des menaces expansionnistes américaines sur le Texas espagnol. Il se propose de commander une force militaire pour protéger les positions espagnoles du Texas et du Mexique, proposition qui sera déclinée par le roi d'Espagne.
Plus tard, avec son parent, le général Don Gonzalvo O’Farril y Herrera (1754-1831), ils embrassèrent le parti de Napoléon. Il a été promu au grade de lieutenant-général par le roi d'Espagne Joseph Bonaparte, frère aîné de Napoléon Bonaparte.
Il meurt à Paris en 1820 et son corps fut enterré au cimetière du Père-Lachaise dans la 2e division.